# مسابقه آواز یوروویژن ۱۹۷۴
مسابقه آواز یوروویژن ۱۹۷۴ ۱۹مین دوره از مسابقات آواز یوروویژن بود که در The Dome، برایتون، بریتانیا برگزار شد. برنده آن سوئد بود با ترانه واترلو که گروه آبا اجرا کرد.